# ایرینا پیدکویکو
ایرینا پیدکویکو (اوکراینی: Ірина Підкуйко؛ زادهٔ ۱۸ ژوئن ۱۹۸۹) بازیکن فوتبال است.